# 漳州台商投资区
国家级漳州台商投资区是位於中華人民共和國福建省漳州市龍海區角美镇的一個園區，全区面积约163.7平方公里，人口30万，於2012年1月被中國國務院獲批设立。同年2月2日，国家级漳州台商投资区授牌，轄1個鎮、2個開發區：角美鎮、福龍工業開發區、龍池經濟開發區。2014年，漳州台商投资区被福建省政府确定为漳州市中心城市副中心。

## 外部連結
- 官方网站